# Historia miłości (telenowela)
Historia miłości (port. História de Amor) – brazylijska telenowela z 1995 roku.

## Wersja polska
W Polsce serial liczył 200 odcinków i był emitowany po dwa odcinki po około 25 minut w telewizji regionalnej. Pierwsze dwa odcinki wyemitowano 13 stycznia 1998 roku o godzinie 18.30. Ostatnie dwa odcinki: 199 i 200 wyemitowano 1 czerwca 1998 roku o godzinie 8.30 z powtórką o 18.30. W ramówce telewizji regionalnej telenowelę zastąpiła Maria z przedmieścia.

## Obsada

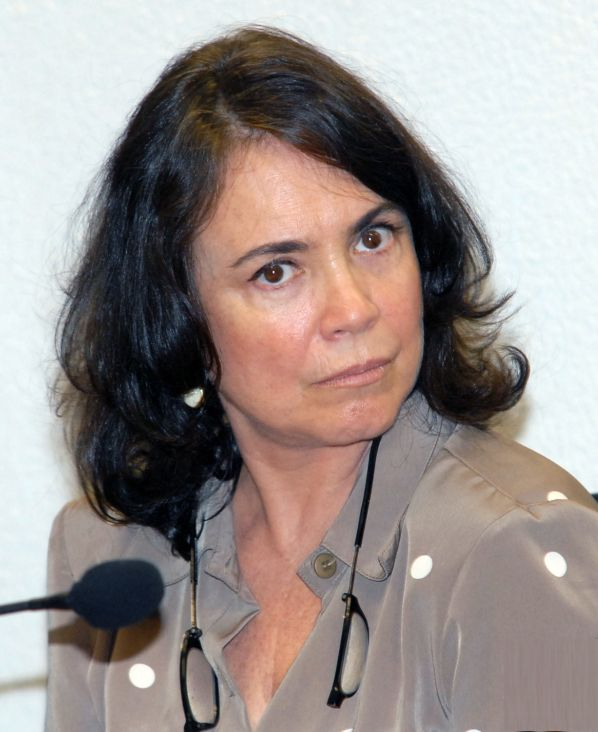
Regina Duarte Helena
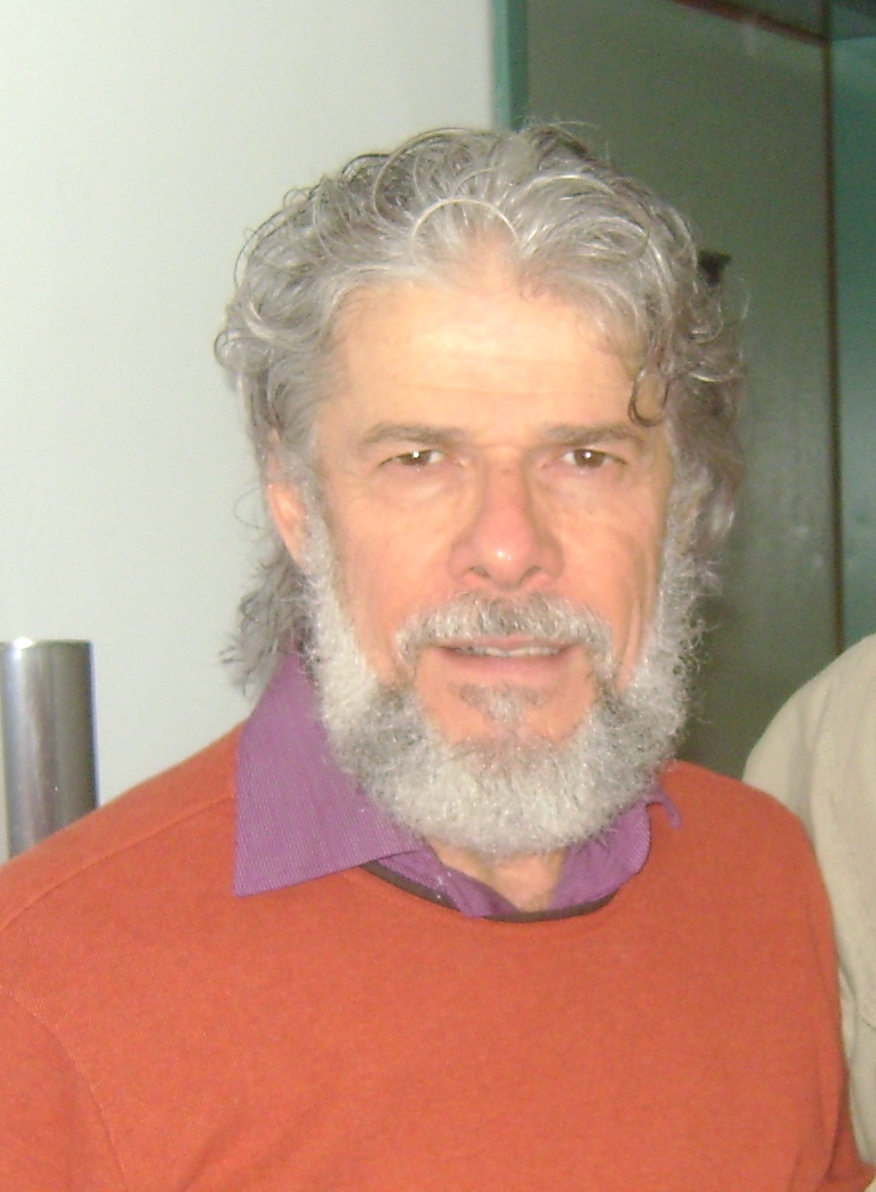
José Mayer Carlos
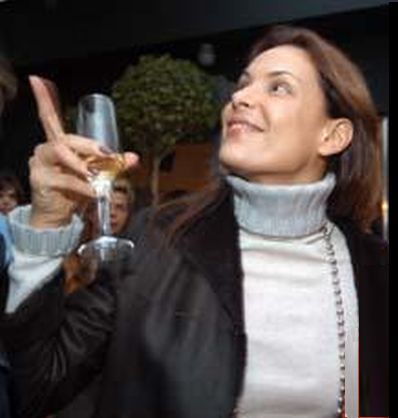
Carolina Ferraz Paula
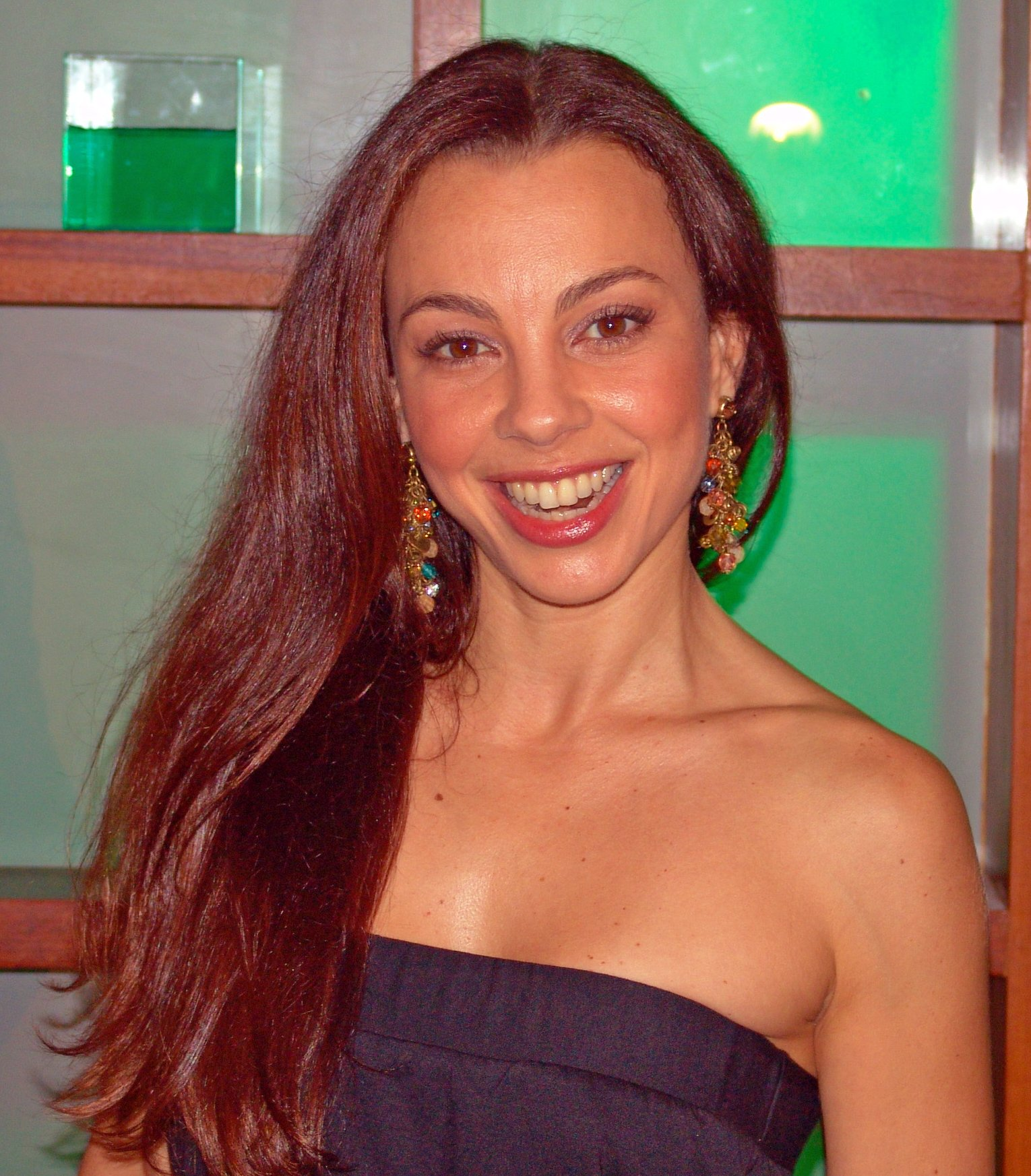
Carla Marins Joyce
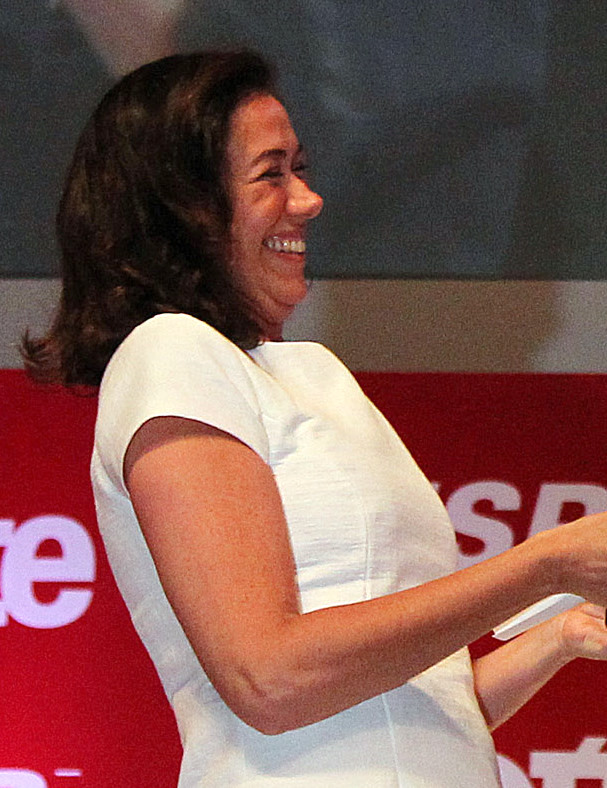
Lília Cabral Sheila
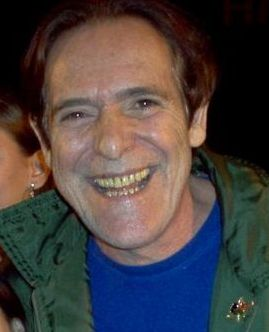
José de Abreu Daniel
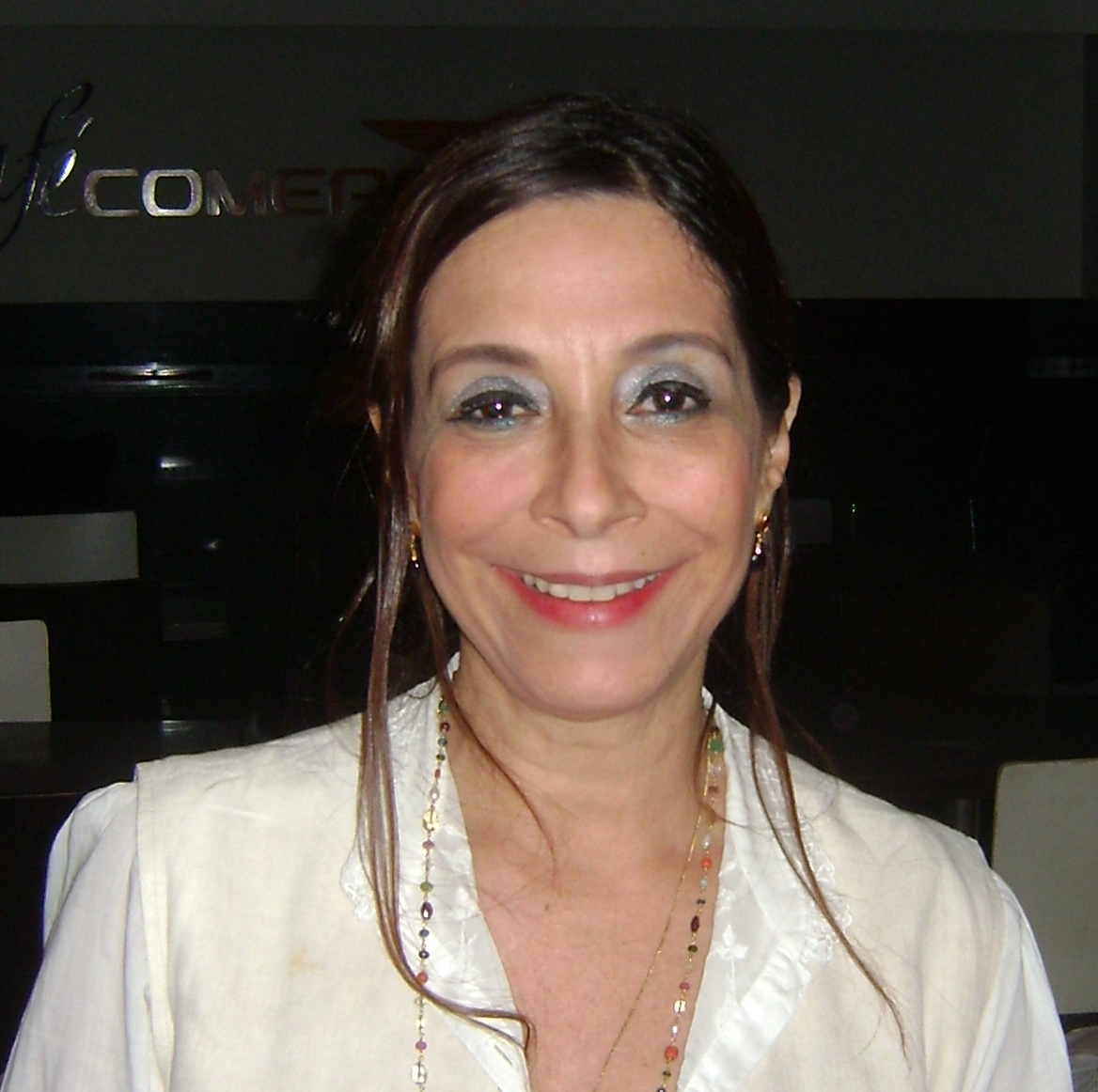
Bia Nunnes Marta
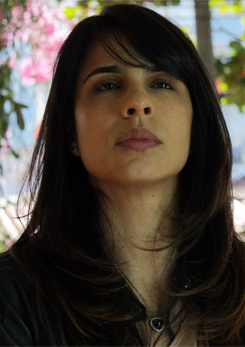
Maria Ribeiro Bianca
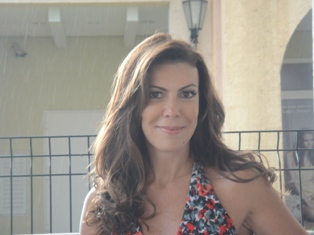
Cláudia Lira Vandinha
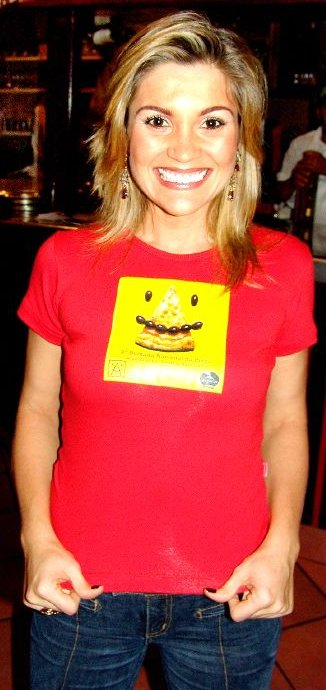
Flávia Alessandra Soninha
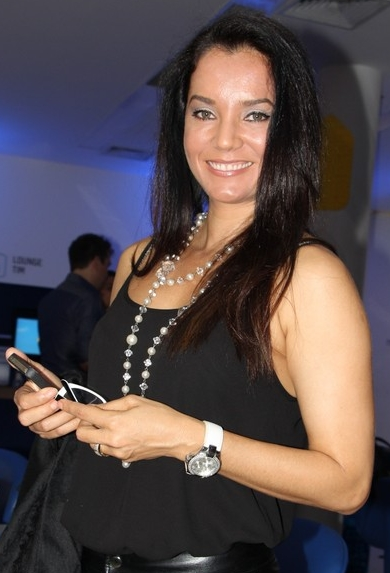
Mônica Carvalho Neusa
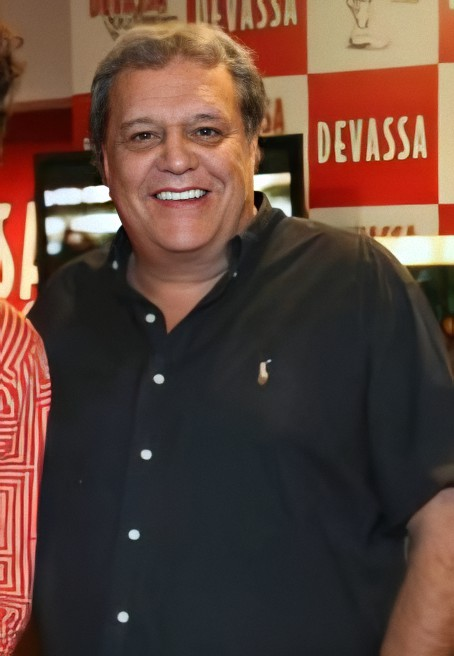
Dennis Carvalho Gomide
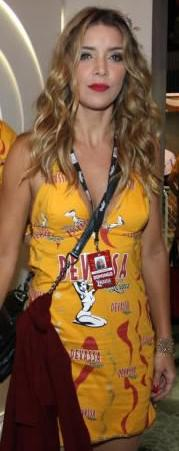
Christine Fernandes Marininha

| Aktor                    | Postać                         |
| ------------------------ | ------------------------------ |
| Regina Duarte            | Helena Soares                  |
| José Mayer               | Carlos Alberto Moretti         |
| Carolina Ferraz          | Paula Sampaio Moretti          |
| Carla Marins             | Joyce Soares Assunção          |
| Lília Cabral             | Sheyla Bueno                   |
| Ângelo Paes Leme         | Caio Paiva                     |
| Nuno Leal Maia           | Edgar Assunção                 |
| Eva Wilma                | Zuleika Sampaio                |
| Cláudio Correia e Castro | Rômulo Sampaio                 |
| José de Abreu            | Daniel Veloso                  |
| Cláudia Mauro            | Valquíria Assunção             |
| Yara Cortes              | Olga Moretti Miranda           |
| Bia Nunnes               | Marta Xavier                   |
| Ricardo Petraglia        | Sinval Xavier                  |
| Cláudio Lins             | Bruno Moretti                  |
| Maria Ribeiro            | Bianca Moretti                 |
| Cristina Mullins         | Maristela Gomide               |
| Umberto Magnani          | Mauro Moretti                  |
| Marly Bueno              | Rafaela Moretti                |
| Cláudia Lira             | Vandinha (Vanda Furtado Diniz) |
| Beatriz Lyra             | Silvana Furtado                |
| Sérgio Viotti            | Gregório Furtado               |
| Sebastião Vasconcelos    | Urbano Paiva                   |
| Ana Rosa                 | Dalva Paiva                    |
| Ilva Niño                | Chica                          |
| Hugo Gross               | Leonardo Sampaio               |
| Monique Curi             | Mariana Gomide Sampaio         |
| Anna Aguiar              | Lu                             |
| Cristina Prochaska       | Yara Machado                   |
| Buza Ferraz              | Marcos                         |
| Fábio Junqueira          | Fabrício                       |
| Christine Fernandes      | Marina Alves (Marininha)       |
| Dennis Carvalho          | Vicente Gomide                 |
| Guilherme Faro           | Fábio Barroso                  |
| Flávia Alessandra        | Soninha (Sônia Toledo)         |
| Marcelo Saback           | Renato Santana                 |
| Giácomo Pinotti          | Leopoldo Diniz                 |
| Mônica Carvalho          | Neusa                          |
| Fernando Wellington      | Mendonça                       |
| Izabella Bicalho         | Elizete                        |
| Beth Lamas               | Ana                            |
| Rosane Gofman            | Matilde                        |
| Maria Alves              | Nazaré                         |
| Gláucia Rodrigues        | Gertrudes                      |
| Paula de Paula           | Tânia                          |
| Cláudia Paiva            | Madalena                       |
| Ingrid Fridman           | Ritinha Xavier                 |
| André Ricardo            | Luiz Assunção (Luizinho)       |
| Edson Silva              | Ramiro                         |
| Nica Bonfim              | Roseli                         |
| Jorge Coutinho           | Ernani                         |
| Joyce Santos             | Kátia                          |
| Úrsula Corona            | Aninha                         |
| Thomas Morkos            | Zezinho                        |

- Regina Duarte 
Helena
- José Mayer 
 Carlos
- Carolina Ferraz
Paula
- Carla Marins 
Joyce
- Lília Cabral 
Sheila
- José de Abreu 
 Daniel
- Bia Nunnes 
Marta
- Maria Ribeiro 
 Bianca
- Cláudia Lira 
 Vandinha
- Flávia Alessandra 
Soninha
- Mônica Carvalho 
 Neusa
- Dennis Carvalho 
Gomide
- Christine Fernandes 
Marininha

## Nagrody i nominacje

### Prêmio Contigo! (1996)
- Najlepsza aktorka drugoplanowa – Eva Wilma[4]
- Ścieżka dźwiękowa – André Sperling

Źródło:

### Melhores do Ano (1995)
- Najlepszy Aktor – José Mayer[6]
- Najlepsze objawienie wśród aktorów – Cláudio Lins

### Troféu Imprensa (1995)
- Najlepsza telenowela (nominacja)[7]
- Najlepsza aktorka – Regina Duarte (nominacja)[8]

Źródło: